# Liga Nacional de Guatemala 1975
La Liga Nacional de Guatemala 1975 es el vigésimo cuarto torneo de la Liga de fútbol de Guatemala. El campeón del torneo fue el Aurora, consiguiendo su cuarto título de liga.

## Formato
El formato del torneo era de todos contra todos a cuatro vueltas, donde los dos primeros lugares de la primera y segunda vuelta en conjunto clasificaban a una cuadrangular final junto a los dos primeros lugares de la tercera y cuarta vuelta en conjunto, en caso los dos primeros lugares eran tres equipos diferentes se realizaba una triangular o en su defecto si eran los mismos se realizaba un partido extra; el primer lugar de la cuadrangular final era el campeón.
Por ganar el partido se otorgaban 2 puntos, si era empate era un punto, por perder el partido no se otorgaban puntos.

## Equipos participantes
| Club                     | Ciudad              | Departamento   |
| ------------------------ | ------------------- | -------------- |
| Deportivo Ases del Minar | Tiquisate           | Escuintla      |
| Aurora FC                | Ciudad de Guatemala | Guatemala      |
| Comunicaciones           | Ciudad de Guatemala | Guatemala      |
| Galcasa                  | Villa Nueva         | Guatemala      |
| Juventud Católica        | Puerto Barrios      | Izabal         |
| Juventud Retalteca       | Retalhuleu          | Retalhuleu     |
| Municipal                | Ciudad de Guatemala | Guatemala      |
| Suchitepéquez            | Mazatenango         | Suchitepéquez  |
| Tipografía Nacional      | Ciudad de Guatemala | Guatemala      |
| Universidad              | Ciudad de Guatemala | Guatemala      |
| Xelajú MC                | Quetzaltenango      | Quetzaltenango |
| Zacapa                   | Zacapa              | Zacapa         |

### Equipos por Departamento
| Departamento   | N.º | Equipos                                                                       |
| -------------- | --- | ----------------------------------------------------------------------------- |
| Escuintla      | 1   | Ases del Minar (Tiquisate)                                                    |
| Guatemala      | 6   | Aurora, Comunicaciones, Galcasa, Municipal, Tipografía Nacional, Universidad. |
| Izabal         | 1   | JUCA                                                                          |
| Quetzaltenango | 1   | Xelajú MC.                                                                    |
| Retalhuleu     | 1   | Juventud Retalteca                                                            |
| Suchitepéquez  | 1   | Suchitepéquez                                                                 |
| Zacapa         | 1   | Zacapa                                                                        |

## Fase de clasificación
|  | Pos. | Equipos             | PJ | PG | PE | PP | GF | GC | Dif. | PTS | Clasificación |
|  | ---- | ------------------- | -- | -- | -- | -- | -- | -- | ---- | --- | ------------- |
|  | 1º   | Municipal           | 44 | 29 | 12 | 3  | 88 | 29 | +59  | 70  | Fase final    |
|  | 2º   | Comunicaciones      | 44 | 29 | 11 | 4  | 65 | 22 | +43  | 69  | Fase final    |
|  | 3º   | Aurora              | 44 | 29 | 8  | 7  | 93 | 51 | +42  | 66  | Fase final    |
|  | 4º   | Juventud Católica   | 43 | 20 | 11 | 12 | 78 | 58 | +20  | 51  |               |
|  | 5º   | Juventud Retalteca  | 44 | 16 | 12 | 16 | 62 | 62 | 0    | 44  |               |
|  | 6º   | Tipografía Nacional | 44 | 17 | 8  | 19 | 59 | 58 | +1   | 42  |               |
|  | 7º   | Xelajú MC           | 44 | 14 | 13 | 17 | 60 | 62 | -2   | 41  |               |
|  | 8º   | Galcasa             | 44 | 13 | 9  | 22 | 53 | 68 | -15  | 35  |               |
|  | 9°   | Zacapa              | 43 | 11 | 12 | 20 | 61 | 73 | -12  | 34  |               |
|  | 10º  | Suchitepéquez       | 44 | 8  | 17 | 19 | 43 | 66 | -23  | 33  |               |
|  | 11°  | Ases del Minar      | 44 | 6  | 12 | 26 | 47 | 93 | -46  | 24  |               |
|  | 12°  | Universidad SC      | 44 | 6  | 5  | 33 | 23 | 90 | -67  | 17  |               |
|  |      |                     |    |    |    |    |    |    |      |     |               |

- No hubo descenso en esta temporada.

## Triangular final
|  | Pos. | Equipos        | PJ | PG | PE | PP | GF | GC | Dif. | PTS | Clasificación                                                                          |
|  | ---- | -------------- | -- | -- | -- | -- | -- | -- | ---- | --- | -------------------------------------------------------------------------------------- |
|  | 1º   | Aurora         | 2  | 1  | 1  | 0  | 5  | 4  | +1   | 3   | Copa de Campeones de la Concacaf 1976 - 1ª Fase Copa Fraternidad 1976 - Fase de grupos |
|  | 2º   | Comunicaciones | 2  | 1  | 0  | 1  | 5  | 5  | 0    | 2   | Copa Fraternidad 1976 - Fase de grupos                                                 |
|  | 3º   | Municipal      | 2  | 0  | 1  | 1  | 0  | 1  | -1   | 1   | Copa Fraternidad 1976 - Fase de grupos                                                 |
|  |      |                |    |    |    |    |    |    |      |     |                                                                                        |

"Final"
| 17 de diciembre de 1975               | Comunicaciones                                               | 4:5 (2:2) | Aurora                                | Estadio Mateo Flores, Ciudad de Guatemala                       |                                                                 |
|                                       | Veira 26' · Garello 34' · Zanabria 64' · Sandoval 80' (pen.) |           | Sanzogni 5' · Morales 18, 60, 70, 74' | Asistencia: 50,000 espectadores Árbitro(s): Joaquín Waldo Polío | Asistencia: 50,000 espectadores Árbitro(s): Joaquín Waldo Polío |
| Último partido en el triangular final |                                                              |           |                                       |                                                                 |                                                                 |

## Campeón
| Campeón Temporada 1975 |
| Aurora 4º Título       |
| ---------------------- |